# Faryab
Faryab (Paschtu/Dari: فاریاب) ist eine Provinz im Norden von Afghanistan.
Die Einwohnerzahl beträgt 1.150.150 (Stand: 2022). Die Hauptstadt heißt Maimana.
In den 1980er und 1990er Jahren fanden in Faryab gewalttätige Auseinandersetzungen zwischen verschiedenen Militärführern statt. Besonders wichtig war Faryab, weil die Grenze der Einflussgebiete von Abdul Raschid Dostum und Ismail Khan durch diese Provinz führte.

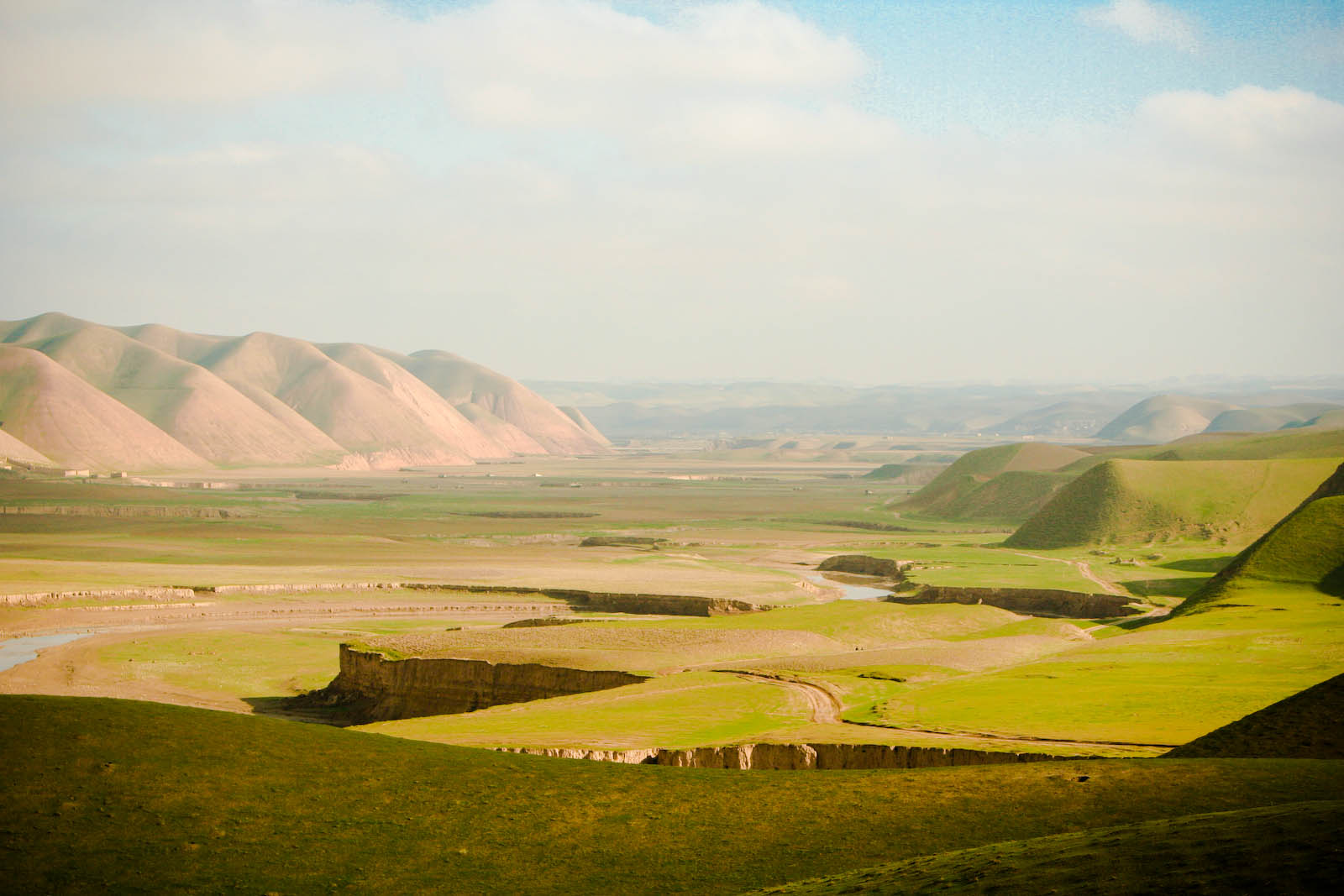
Flusstal und Berge in der Provinz Faryab

## Verwaltungsgliederung
Die Provinz Faryab ist in folgende Distrikte gegliedert:
- Almar

- Andkhoy

- Bilchiragh

- Dawlat Abad

- Ghormach

- Gorzaiwan

- Khaja Sahib Posh

- Khan Charbagh

- Kohistan

- Maimana, Hauptstadt Maimana

- Pashtun Kot

- Qaramqol

- Qeysar

- Qurghan

- Shirin Tagab